# Khombole
Khombole (talvolta indicata anche come Kombole o Kombolé) è un comune del Senegal.
Il comune è nel dipartimento di Thiès, una suddivisione della regione di Thiès.
È gemellato con il comune italiano di Pontedera.